# テュルプ博士の解剖学講義
『テュルプ博士の解剖学講義』（テュルプはくしのかいぼうがくこうぎ、蘭: De anatomische les van Dr. Nicolaes Tulp）は、レンブラント・ファン・レインによる1632年の油彩。オランダのデン・ハーグにあるマウリッツハイス美術館の所蔵である。

## 背景
描かれているのは、ニコラス・テュルプ（en:Nicolaes Tulp）博士が腕の筋肉組織を医学の専門家に説明している場面である。
死体は矢作り職人アーリス・キント（Aris Kindt）のもので、その日の午前、持凶器強盗の罪で絞首刑になった。
見学者の一部は、絵に描いてもらう代金を支払った医者たちである。
日付は、1632年1月16日にまで遡る。
テュルプ博士が市制解剖官を務めていたアムステルダム外科医師会では、年に1体、処刑された犯罪者の遺体を使った公開解剖が認められていた。
17世紀における解剖学講義は社交イベントであった。
実際、解剖劇場(anatomical theatre)と呼ばれる公開専用の講義室が設けられ、学生や同僚の博士、一般市民が入場料を支払って見学した。
見学者は、厳粛なる社交イベントにふさわしい服装を着用することが求められた。
後側と左の人物像を除いて、これらの見学者が後から絵に描き加えられたと思われる。
1人、講義のための遺体を準備する係員が見当たらない。
17世紀、テュルプ博士のような高い地位にある科学者は、解剖のような卑しく血なまぐさい作業にはかかわらず、他に回されていた。
このため『テュルプ博士の解剖学講義』にも、解剖そのものは描かれていない。
代わりに、右下の隅に、巨大な解剖学の教科書が開いて置かれている。
これはおそらく、1543年にアンドレアス・ヴェサリウスが著した『ファブリカ』こと『人体構造論』（De humani corporis fabrica）であろう。
医学の専門家は、26歳のレンブラントが描いた筋肉や腱の正確さに触れている。
レンブラントがこの知識をどこで得たかはわかっておらず、解剖学の教科書から詳細を写し取った可能性がある。
しかし2006年、オランダの研究者が男性の遺体を使って場面を再現したところ、レンブラントが描いた左前腕に、実際の遺体と比較して矛盾する点のあることが明らかになった。
浅指屈筋が外側上顆から起こっている。外側上顆は伸筋の起始であり、浅指屈筋は内側上顆から起こることが正しい。この左右の逆転は通常の解剖図や解剖の教科書は右手が書かれることが通例なので、レンブラントが右腕の解剖図を見て、それを左手に当てはめてしまった可能性が考えられる。
死体の顔には、一部影がかかっている。
これは「 umbra mortis 」（死の影）と呼ばれ、レンブラントがしばしば使用した技術である。
絵には左上の隅にサインがあり、「 Rembrandt f 1632 」と書かれている。
これはレンブラントが自分の名を絵に署名した最初の例であり、イニシアルのみのサイン「 RHL 」（Rembrandt Harmenszoon, Leiden 、ライデンのレンブラント・ハルメンスゾーン）とは対照的である。
彼の芸術的評価が高まってきていた証であろう。
なお、レンブラントには「デイマン博士の解剖学講義」と言う作品もあるが、火災により絵のごく一部だけが残っている。しかしレンブラント自身の残したラフが存在し、消失した絵の全体像を今でも知る事が出来る。

## 類似作品
『グロス・クリニック』（1875年）と『アグニュー・クリニック』（en）（1889年）はアメリカの画家トマス・エイキンズが同様の主題で描いた絵画である。
この時は、生徒を観衆に、生きた患者で行われた臨床外科手術であった。

## 関連する作品
- 『翼竜館の宝石商人』 - 高野史緒による小説。表紙画として本作が採用されている。
- 『テュルプ博士の参観日』 - びじゅチューン!の作品。